# Каратал (Зайсанский район)
Каратал (каз. Қаратал) — село в Зайсанском районе Восточно-Казахстанской области Казахстана. Административный центр Каратальского сельского округа. Находится примерно в 28 км к северо-востоку от районного центра, города Зайсан. Код КАТО — 634635100.

## Географическое положение
Село Каратал расположено на территории предгорной равнины перед хребтом Саур, недалеко от реки Кендирлик.

## Население
В 1999 году население села составляло 2958 человек (1510 мужчин и 1448 женщин). По данным переписи 2009 года, в селе проживало 2790 человек (1457 мужчин и 1333 женщины).

## История
Село основано в конце XIX века. В 1957 году в связи с освоением целинных земель и объединением мелких хозяйств было создано Караталское овцеводческое хозяйство, на основе которого в 1997 году были организованы индивидуальные крестьянские хозяйства.